# Чорночерева дрохва
Чорночерева дрохва (Lissotis) — рід птахів родини дрохвових (Otididae). Деякі джерела, як наприклад IUCN, вважають рід частиною Eupodotis.

## Поширення
Обидва види цього роду поширені в Африці:
- Lissotis melanogaster (Ruppell, 1835) — дрохва чорночерева
- Lissotis hartlaubii (Heuglin, 1863) — дрохва суданська